# Călini, Bacău
Călini este un sat în comuna Colonești din județul Bacău, Moldova, România.